# Jochen Babock
Jochen Babock   (Erfurt, 26 d'agost de 1953) és un pilot de bob alemany, ja retirat, que va competir sota bandera de la República Democràtica Alemanya durant la dècada de 1970.
El 1976 va prendre part en els Jocs Olímpics d'Hivern d'Innsbruck, on guanyà la medalla d'or en la prova de bobs a quatre del programa de bob. Formà equip amb Meinhard Nehmer, Bernhard Germeshausen i Bernhard Lehmann. Tres anys després guanyà el campionat europeu de bobs a quatre homes.